# Nouvelle-Zélande aux Jeux olympiques d'hiver de 1960
Cet article contient des informations sur la participation et les résultats de la Nouvelle-Zélande aux Jeux olympiques d'hiver de 1960, qui ont eu lieu à Squaw Valley aux États-Unis. Il s'agit de la 2e participation du pays aux Jeux olympiques d'hiver après leur début huit ans plus tôt à Oslo et leur dernière participation aux Jeux d'hiver avant de revenir huit ans plus tard à Grenoble. 

## Résultats

### Ski alpin

#### Hommes
| Athlète     | Épreuve      | Manche 1    | Manche 1 | Manche 2 | Manche 2 | Total        | Total |
| Athlète     | Épreuve      | Temps       | Rang     | Temps    | Rang     | Temps        | Rang  |
| ----------- | ------------ | ----------- | -------- | -------- | -------- | ------------ | ----- |
| Bill Hunt   | Descente     |             |          |          |          | 2 min 32 s 0 | 54    |
| Sam Chaffey | Descente     |             |          |          |          | 2 min 29 s 3 | 48    |
| Sam Chaffey | Slalom géant |             |          |          |          | 2 min 32 s 3 | 58    |
| Bill Hunt   | Slalom géant |             |          |          |          | 2 min 23 s 3 | 51    |
| Bill Hunt   | Slalom       | Disqualifié | –        | –        | –        | Disqualifié  | –     |
| Sam Chaffey | Slalom       | Disqualifié | –        | –        | –        | Disqualifié  | –     |

#### Femmes
| Athlète           | Épreuve      | Manche 1     | Manche 1 | Manche 2     | Manche 2 | Total        | Total |
| Athlète           | Épreuve      | Temps        | Rang     | Temps        | Rang     | Temps        | Rang  |
| ----------------- | ------------ | ------------ | -------- | ------------ | -------- | ------------ | ----- |
| Trish Prain       | Descente     |              |          |              |          | 2 min 01 s 5 | 36    |
| Cecilia Womersley | Descente     |              |          |              |          | 1 min 59 s 5 | 34    |
| Trish Prain       | Slalom géant |              |          |              |          | 1 min 52 s 4 | 34    |
| Cecilia Womersley | Slalom géant |              |          |              |          | 1 min 47 s 7 | 27    |
| Cecilia Womersley | Slalom       | 2 min 17 s 7 | 41       | 1 min 25 s 4 | 35       | 3 min 43 s 1 | 38    |
| Trish Prain       | Slalom       | 1 min 05 s 5 | 29       | 1 min 12 s 9 | 32       | 2 min 18 s 4 | 32    |